# (35688) 1999 CD10
1999 سي دي 10 (ويعرف أيضًا باسم (35688) 1999 سي دي 10 وفق تسمية الكوكب الصغير) (بالإنجليزية: 1999 CD10)‏ هو كويكب ضمن حزام الكويكبات؛ وترتيبه 35688 من حيث الاكتشاف.
اكتُشف هذا الجُرم الفلكي بواسطة دنيس ك. تشيسني في 15 فبراير 1999.

## وصلات خارجية
- (35688) 1999 CD10 في قاعدة بيانات مختبر الدفع النفاث لأجرام النظام الشمسي الصغيرة

- الاكتشاف · مخطط المدار ·  العناصر المدارية · المعلمات المادية

- (35688) 1999 CD10 على موقع ويكي سكاي: DSS2, SDSS, GALEX, IRAS, Hydrogen α, X-Ray, Astrophoto, Sky Map, Articles and images